# Mico
Mico (Thomas, 1920) è un genere di uistitì, scimmiette della famiglia dei Callitricidi.
Il nome del sottogenere deriva dal portoghese mico, sostantivo (a sua volta utilizzato in Amazzonia per designare una varietà di scimmie di piccola taglia, in particolare il cebo cappuccino: sulla costa atlantica si preferisce il termine sagui per indicare gli uistitì.

## Tassonomia
Il sottogenere comprende 16 specie, classificate col nome comune complessivo di uistitì amazzonici:
Famiglia Callitrichidae
- Genere Mico
  - Mico acariensis - uistitì del Rio Acari
  - Mico argentatus - uistitì argentato
  - Mico chrysoleucus - uistitì bianco-oro
  - Mico emiliae - uistitì di Emilia
  - Mico humeralifer - uistitì dalle spalle bianche
  - Mico humilis - uistitì dalla corona nera
  - Mico intermedius - uistitì di Hershkovitz
  - Mico leucippe - uistitì bianco
  - Mico marcai - uistitì di Marca
  - Mico mauesi - uistitì di Maués
  - Mico melanurus - uistitì dalla coda nera
  - Mico munduruku - uistitì munduruku
  - Mico nigriceps - uistitì testa nera
  - Mico rondoni - uistitì della Rondonia
  - Mico saterei - uistitì di Satéré
  - Mico schneideri - uistitì di Schneider